# Breathe (Better Call Saul)
"Breathe" es el segundo episodio de la cuarta temporada de la serie de televisión de AMC Better Call Saul, una serie derivada de Breaking Bad. El episodio se emitió el 13 de agosto de 2018 en AMC en los Estados Unidos. Fuera de los Estados Unidos, el episodio se estrenó en el servicio de transmisión Netflix en varios países.

## Premisa
Jimmy McGill busca trabajo mientras cumple la suspensión de su licencia de abogado. Se entrevista para un puesto de ventas en Neff Copiers y nota una colección de figuritas de Hummel en su oficina. Los propietarios muestran aprensión por su reciente salida de la ley y dicen que se comunicarán con él después de entrevistar a otros candidatos. Él comienza a irse, pero se da vuelta y presenta un caso agresivo para ser contratado en el acto. Los propietarios quedan impresionados y le ofrecen el trabajo, pero se niega, enojado por la facilidad con la que cayeron en su estafa.
Lydia Rodarte-Quayle se reúne con Mike para hablar sobre su reciente auditoría de seguridad y le recuerda que su trabajo de consultoría contratado para Madrigal solo estaba destinado a ser una transacción en papel para lavar el dinero que robó. Mike dice que las auditorías proporcionan una tapadera plausible si alguien cuestiona los pagos. Cuando Lydia se queja con Gus, él aprueba tácitamente las acciones de Mike.
Howard se reúne con Kim y Rebecca Bois para hablar sobre el patrimonio de Chuck. Los legados incluyen una carta sellada de Chuck y US$5,000 para Jimmy, que Kim reconoce como una táctica para evitar que Jimmy impugne el testamento. Después de que Rebecca se va, Kim acusa furiosamente a Howard de tratar mal a Jimmy para aliviar su propia culpa por la muerte de Chuck. Esa noche, Kim se abstiene de darle los documentos a Jimmy. Ante la sospecha de su conocimiento previo que un Neff Hummel vale miles de dólares, Jimmy busca en línea para confirmar su corazonada y luego llama a Mike.
Gus se entera de que Héctor Salamanca está en coma y hace arreglos para que la Dra. Bruckner, una médico experta de Johns Hopkins, supervise su recuperación. Habla español con fluidez y explica el curso del tratamiento de Héctor a Leonel y Marco Salamanca. Tyrus Kitt le trae a Gus una copia del expediente médico de Héctor y Gus se da cuenta de que Nacho intentó matar a Héctor.
Nacho y Arturo llegan a la granja de Los Pollos Hermanos para recoger su parte del próximo cargamento de droga. Arturo arremete contra los hombres de Gus por un kilo de más como le vio hacer a Nacho en una ocasión anterior. Cuando se van, Arturo se jacta de su éxito, pero Gus los embosca y asfixia a Arturo con una bolsa de plástico. Luego le dice a Nacho que sabe que cambió la medicación de Héctor, pero no se lo ha dicho a los Salamanca, por lo que ahora Nacho está bajo su control.

## Producción
La pieza central del episodio, la confrontación de Kim con Howard sobre cómo ha tratado a Jimmy tras la muerte de Chuck, fue escrita por el productor ejecutivo de la serie, Thomas Schnauz. Los productores consideraron cómo tanto Howard como Kim habían estado reaccionando ante Jimmy, con Howard sintiéndose culpable por expulsar a Chuck de HHM y creyendo que eso condujo al suicidio de Chuck, y Kim consciente de que algo estaba causando que Jimmy se sintiera emocionalmente herido, pero ninguno consciente del papel de Jimmy en la expulsión de Chuck. Esto llevó a los productores a considerar la situación entre los personajes desde el punto de vista de Kim, en lugar del de Jimmy. Cuando se combinó con el tratamiento anterior de Howard hacia Kim, creían que la interacción entre Howard y Kim daría como resultado una escena poderosamente emocional.
Una escena de "Breathe" muestra a Mike mirando a su nieta Kaylee en un columpio del patio de recreo. Esta toma se agregó como un huevo de Pascua, ya que es similar a una escena en el episodio de Breaking Bad, "Say My Name", que fue la última aparición de Mike. En "Say My Name", Mike está viendo a Kaylee columpiarse en un parque cuando se entera de que la DEA está a punto de arrestarlo y se ve obligado a huir sin despedirse. Tanto "Say My Name" como "Breathe" fueron escritas por Thomas Schnauz.

## Recepción
"Breathe" recibió elogios de la crítica. En Rotten Tomatoes, obtuvo una calificación del 94% con un puntaje promedio de 8.4/10 basado en 17 reseñas. El consenso del sitio dice:  "El conjunto excepcional de Better Call Saul continúa con su excelente trabajo de personajes en 'Breathe'". Matt Fowler de IGN le dio a "Breathe" una crítica positiva, con una calificación de 8.8 sobre 10 y escribió que el episodio "fue un ejemplo sublime de cómo una escena extendida excelentemente diseñada, con ritmos de personajes impecables, puede eclipsar fácilmente el valor y la grime de la tendencia natural de la televisión a sorprendernos con una violencia impactante".

### Ratings
"Breathe" fue visto por 1,55 millones de espectadores en los Estados Unidos en su fecha de emisión original.